# Punta Inferior del Tapou
La Punta Inferior del Tapou és un cim de 3.124 m d'altitud, amb una prominència de 12 m, que es troba a la cresta del nord del Grand Tapou, al massís del Vinyamala, entre la província d'Osca (Aragó) i el departament dels Alts Pirineus (França).